# Mesosa harmandi
Mesosa harmandi es una especie de escarabajo longicornio del género Mesosa, categorizada en la tribu Mesosini, de la subfamilia Lamiinae. Fue descrita por Breuning en 1970.

## Descripción
Mide 12 mm de longitud.

## Distribución
Se distribuye por Vietnam.